# Kebon Jeruk (Kebon Jeruk)
Kebon Jeruk is een plaats (wijk - kelurahan) in het onderdistrict Kebon Jeruk in het bestuurlijke gebied Jakarta Barat (West-Jakarta) in de provincie Jakarta, Indonesië. De plaats telt 63.113 inwoners (volkstelling 2010). 